# خوالاتیتسه
خوالاتیتسه (به چکی: Chvalatice) یک منطقهٔ مسکونی در جمهوری چک است که در ناحیه زنویمو واقع شده‌است. خوالاتیتسه ۱۱٫۸۱ کیلومتر مربع مساحت و ۱۱۵ نفر جمعیت دارد و ۴۴۰ متر بالاتر از سطح دریا واقع شده‌است.